# Gran Dávao
El Área Metropolitana de Dávao, popularmente conocida como Metro Davao en inglés o Gran Dávao (en inglés Metropolitan Davao, en cebuano Kaulohang Dabaw, en filipino Kalakhang Dabaw, es un área metropolitana situada al sur de la isla de Mindanao en las Filipinas.
Comprende las ciudades de Dávao y de  Digos en la  provincia de Dávao del Sur y  de Tagum, Panabo y  Samal en Dávao del Norte. También forman parte dos municipios: Carmen en Dávao del Norte y Santa Cruz en Dávao del Sur.
| Municipio        | Población 2010) | Área (km²) | Densidad (hab/km²) |
| ---------------- | --------------- | ---------- | ------------------ |
| Ciudad de Dávao  | 1,449.296       | 2.444,00   | 593,00             |
| Ciudad de Digos  | 149.891         | 287,10     | 522,09             |
| Ciudad de Panabo | 174.364         | 251,23     | 694,04             |
| Ciudad de Samal  | 95.874          | 301,30     | 318,20             |
| Ciudad de Taúm   | 242.801         | 195,00     | 1.245,00           |
| Carmen           | 69.199          | 275,16     | 251,49             |
| Santa Cruz       | 77.827          | 287,60     | 270,61             |
|                  |                 |            |                    |
| Total            | 2,262.518       | 4.041,39   | 559,84             |